# 1930
| 1930                                                                     |
| ------------------------------------------------------------------------ |
| Dødsfald - Fødsler                                                       |
| • Begivenheder • Film • Litteratur • Musik • Politik • Sport • Videnskab |

| Gregoriansk kalender | 1930 MCMXXX             |
| Ab urbe condita      | 2683                    |
| Armensk kalender     | 1379 ԹՎ ՌՅՀԹ            |
| Kinesiske kalender   | 4626 – 4627 己巳 – 庚午 |
| Etiopisk kalender    | 1922 – 1923             |
| Jødisk kalender      | 5690 – 5691             |
| Hindukalendere       |                         |
| - Vikram Samvat      | 1985 – 1986             |
| - Shaka Samvat       | 1852 – 1853             |
| - Kali Yuga          | 5031 – 5032             |
| Iransk kalender      | 1308 – 1309             |
| Islamisk kalender    | 1349 – 1350             |

Konge i Danmark: Christian 10. 1912-1947
Se også 1930 (tal)

## Begivenheder

### Februar
- 18. februar – Himmellegemet Pluto opdages af den amerikanske astronom Clyde Tombaugh

### Marts
- 6. marts – for første gang er frosne fødevarer til salg i USA
- 12. marts – den af Mahatma Gandhi ledede Saltmarch i protest mod briternes monopol på handel med salt i Indien indledes. Ganhdi arresteres af de britiske myndigheder natten mellem den 4. og 5. marts.
- 28. marts – Konstantinopel får officielt navnet Istanbul. Angora skifter navn Ankara

### April
- 2. april – efter kejserinde Zewditus død udråbes Haile Selassie til kejser af Ethiopien
- 5. april – Gandhi bliver arresteret af de britiske myndigheder i Indien under Saltmarchen
- 15. april – Dødsstraffen afskaffes i Danmark i civile straffesager

### Juni
- 28. juni - Jetmotoren patenteres af Frank Whittle
- 30. juni – De franske besættelsesstyrker forlader Rhinlandet

### August
- 29. august – på et pressemøde annoncerer politikeren Al Smith, at han sammen med millionæren John Raskob i ryggen, agter at bygge verdens højeste kontorbygning – senere kendt som Empire State Building

### September
- 14. september – ved valget til den tyske rigsdag bliver nazistpartiet det næststørste politiske parti i Tyskland

### Oktober
- 5. oktober – det engelske luftskib R101 forulykker over Frankrig på sin jomfrurejse fra England til Indien. 46 af de ombordværende omkommer

### November
- 2. november – Haile Selassie krones som kejser af Ethiopien (Abessinien)
- 5. november – Folketælling for Kongeriget Danmark

### December
- 11. december – den tyske regering udsteder forbud mod at vise filmen Intet nyt fra vestfronten, bygget over Erich Maria Remarques roman om første verdenskrig

### Udateret
- Ensilering opfindes af den finske biokemiker Artturi Virtanen.
- Jetmotoren opfindes af Frank Whittle.

## Født

### Januar
- 3. januar – Robert Loggia, amerikansk skuespiller (død 2015).
- 9. januar – Kate Mundt, dansk skuespiller (død 2004).
- 13. januar – Frances Sternhagen, amerikansk skuespillerinde (død 2023).
- 19. januar – Tippi Hedren, amerikansk skuespillerinde.
- 20. januar – Edwin "Buzz" Aldrin, amerikansk astronaut og anden mand på månen.
- 23. januar – Derek Walcott, amerikansk forfatter (død 2017).
- 27. januar – Bobby Bland, amerikansk blues- og soulsanger (død 2013).
- 30. januar – Gene Hackman, amerikansk skuespiller (død 2025).

### Februar
- 10. februar – Robert Wagner, amerikansk skuespiller.
- 11. februar – Ulrich Ravnbøl, dansk revyforfatter (død 1998).
- 12. februar – Arlen Specter, amerikansk senator (død 2012).
- 19. februar – Kjell Espmark, svensk forfatter (død 2022).
- 21. februar – Kirsten Hermansen, dansk sopran (død 2015).
- 24. februar – Richard Bently Boone, amerikansk/dansk jazzmusiker (død 1999).
- 27. februar – Joanne Woodward, amerikansk skuespillerinde.
- 28. februar - Kjeld Ejler, direktør for Landbrugsraadet (død 2024).

### Marts
- 8. marts – Douglas Hurd, baron Hurd af Westwell, britisk politiker.
- 9. marts – Ornette Coleman, amerikansk saxofonist, komponist og orkesterleder (død 2015).
- 13. marts – Kirsten Passer, dansk skuespillerinde (død 2012).
- 22. marts – Pat Robertson, amerikansk tv-prædikant (død 2023).
- 24. marts – Steve McQueen, amerikansk skuespiller (død 1980).
- 26. marts – Sandra Day O'Connor, amerikansk politiker og højesteretsdommer (død 2023).
- 30. marts – Preben Kaas, dansk skuespiller (død 1981).
- 30. marts – Jerome Isaac Friedman, amerikansk fysiker.

### April
- 3. april – Helmut Kohl, Tidligere tysk kansler (død 2017).
- 6. april – André Previn, tysk-amerikansk pianist, komponist og dirigent (død 2019).
- 15. april – Vigdis Finnbogadottir, tidligere islandsk præsident.
- 23. april – Alan Oppenheimer, amerikansk skuespiller.
- 25. april – Paul Mazursky, amerikansk skuespiller (død 2014).
- 28. april – James Baker, amerikansk udenrigsminister.

### Maj
- 13. maj – Erik Moseholm, dansk bassist og komponist (død 2012).
- 21. maj – Unni Bille-Brahe, dansk selvmordsforsker (død 2017).
- 21. maj – Malcolm Fraser, australsk politiker og premierminister (død 2015).
- 28. maj – Frank Drake, amerikansk astronom (død 2022).
- 31. maj – Clint Eastwood, amerikansk skuespiller og instruktør.

### Juni
- 19. juni – Gena Rowlands, amerikansk skuespillerinde (død 2024).
- 24. juni – Claude Chabrol, fransk filminstruktør (død 2010).
- 27. juni – Carl Scharnberg, dansk forfatter (død 1995).

### Juli
- 2. juli – Carlos Saúl Menem, Argentinas præsident i 1989-99 (død 2021).
- 3. juli – Carlos Kleiber, østrigsk-argentinsk dirigent (død 2004).
- 4. juli – George Steinbrenner, amerikansk erhvervsmand, ejer af New York Yankees (død 2010).
- 8. juli – Jerry Vale, amerikansk sanger og musiker (død 2014).
- 15. juli – Jacques Derrida, fransk filosof (død 2004).

### August
- 5. august – Neil Armstrong, amerikansk astronaut, første mand på Månen (død 2012).
- 16. august – Robert Culp, amerikansk skuespiller (død 2010).
- 16. august - Niels I. Meyer, dansk civilingeniør og politiker (død 2023).
- 17. august – Ted Hughes, engelsk digter (død 1998).
- 20. august – Jan Olszewski, polsk politiker (død 2019).
- 25. august – Sean Connery, skotsk skuespiller (død 2020).
- 30. august – Warren Buffett, amerikansk investor.

### September
- 2. september – Jens Peter Fisker, dansk politiker og amtsborgmester (død 2009).
- 7. september – Baudouin I, konge af Belgien 1951 – 1993 (død 1993).
- 17. september – Hardy Rafn, dansk skuespiller (død 1997).
- 17. september – Edgar Mitchell, amerikansk astronaut (død 2016).
- 24. september – John Young, amerikansk astronaut (død 2018).
- 25. september – Shel Silverstein, amerikansk multikunstner (død 1999)
- 29. september – Uffe Harder, dansk digter, kritiker og redaktør (død 2002).

### Oktober
- 1. oktober – Richard Harris, irsk skuespiller (død 2002).
- 5. oktober – Pavel Popovitsj, sovjetisk kosmonaut (død 2009).
- 10. oktober – Harold Pinter, engelsk forfatter og dramatiker (død 2008).
- 12. oktober – Jens Martin Knudsen, dansk fysiker og Mars-forsker (død 2005).

### November
- 4. november – John Hahn-Petersen, dansk skuespiller (død 2006).
- 15. november – J.G. Ballard, britisk forfatter (død 2009).
- 16. november – Chinua Achebe, nigeriansk forfatter (død 2013).
- 19. november – Kurt Nielsen, dansk tennisspiller (død 2011).

### December
- 11. december – Henrik Leth, dansk referent (død 2008).
- 11. december – Jean-Louis Trintignant, fransk skuespiller (død 2022).
- 17. december – Armin Mueller-Stahl, tysk skuespiller.
- 28. december – Ed Thigpen, dansk-amerikansk jazzmusiker (død 2010).

## Dødsfald

### Januar
- 6. januar – Sven Lange, dansk forfatter, teater- og litteraturkritiker (født 1868).

### Februar
- 24. februar – Hans Ole Brasen, dansk maler (født 1849).
- 28. februar – Rasmus Andersen, dansk billedhugger (født 1861).

### Marts
- 6. marts – Alfred von Tirpitz, tysk admiral og tidl. marineminister (født 1849).
- 8. marts – William H. Taft, amerikansk præsident (født 1857).
- 11. marts – L.C. Nielsen, dansk forfatter (født 1871).
- 19. marts – Ulrich Bernstorff-Mylius, dansk kammerherre og godsejer (født 1847).
- 23. marts – Edvard Lehmann, dansk religionshistoriker (født 1862).

### April
- 12. april – Oluf Olesen, dansk biskop (født 1860).
- 14. april – Sigurd Ibsen, norsk politiker og forfatter (født 1859).
- 16. april – Astrid Stampe Feddersen, dansk kvindesagsforkæmper (født 1852).
- 22. april – Jeppe Aakjær, dansk forfatter (født 1866).
- 30. april – Christen Larsen, dansk arkitekt (født 1857).

### Maj
- 10. maj – Christian Mølsted, dansk maler (født 1862).
- 13. maj – Fridtjof Nansen, norsk polarforsker, diplomat og filantrop (født 1861).

### Juni
- 20. juni – Kristian Erslev, dansk historiker og professor (født 1852).
- 24. juni – Caspar Wegener, dansk præst og biskop (født 1851).

### Juli
- 7. juli – Arthur Conan Doyle, skotsk forfatter (født 1859).
- 11. juli – Hans Mathias Fenger, dansk præst (født 1850).
- 28. juli – Allvar Gullstrand, svensk øjenlæge, opfinder og nobelprismodtager (født 1862).
- 30. juli – Joan Gamper, schweizisk fodboldpioner (født 1877).

### August
- 16. august – Christopher Hage, dansk politiker, minister og købmand (født 1848).
- 19. august – Christian Ludwigs, dansk biskop (født 1877).
- 26. august – Lon Chaney, amerikansk skuespiller (født 1883).

### September
- 23. september – N.C. Monberg, dansk entreprenør, ingeniør, etatråd og minister (født 1856).

### Oktober
- 3. oktober – H.D. Kloppenborg-Skrumsager, dansk politiker og gårdejer (født 1868).
- 10. oktober – Adolf Engler, tysk botaniker og forfatter (født 1844).

### November
- 5. november – Christiaan Eijkman, hollandsk læge og nobelprismodtager (født 1858).
- 6. november – Holger Pedersen, dansk skuespiller (født 1888).
- 28. november – Erik Henningsen, dansk maler og illustrator (født 1855).

### December
- 1. december – P.V. Jensen-Klint, dansk arkitekt (født 1853).
- 13. december – Fritz Pregl, østrigsk kemiker og nobelprismodtager (født 1869).
- 19. december – J.C. Christensen, tidl. dansk regeringschef (født 1856).
- 21. december – Malthe Engelsted, dansk maler og filosof (født 1852).

## Nobelprisen
- Fysik – Sir C.Raman
- Kemi – Hans Fischer
- Medicin – Karl Landsteiner
- Litteratur – Sinclair Lewis
- Fred – Ærkebiskop Nathan Söderblom (Sverige), leder af den økumeniske bevægelse.

## Sport
- 19. juli - ved det første fodbold VM i Uruguay dømmer Ulrico Saucedo det første straffespark i en VM-slutrunde i kampen mellem Argentina og Mexico - straffesparket bliver brændt. Argentina vinder kampen 6-3
- Uruguay vinder verdensmesterskabet i fodbold

## Film
- Den blå engel, tysk film.
- Eskimo, dansk film.

## Bøger
- Hærværk – Tom Kristensen
- I Min Sidste Time – William Faulkner